# Cristallite

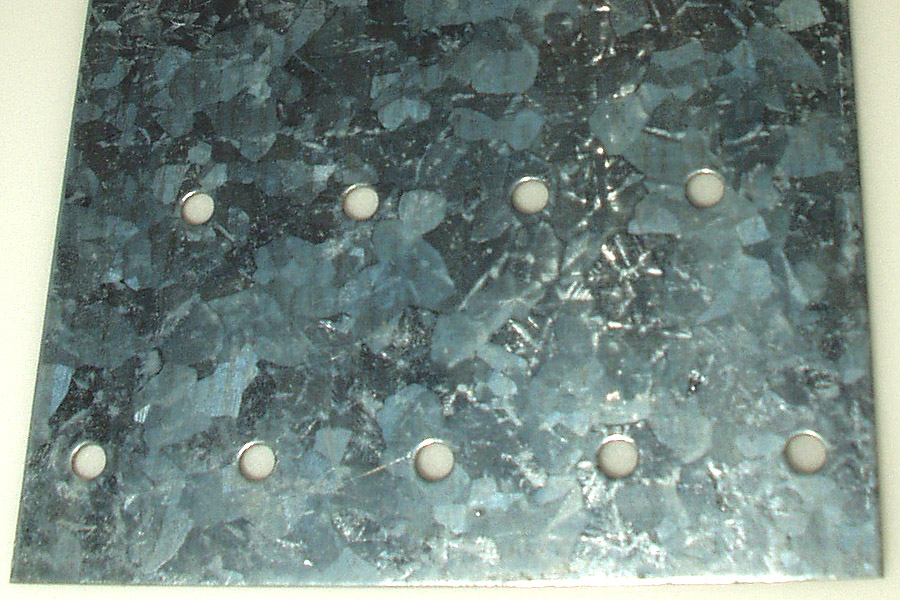
Cristalliti evidenziati galvanizzando una superficie di zinco, visibili ad occhio nudo.

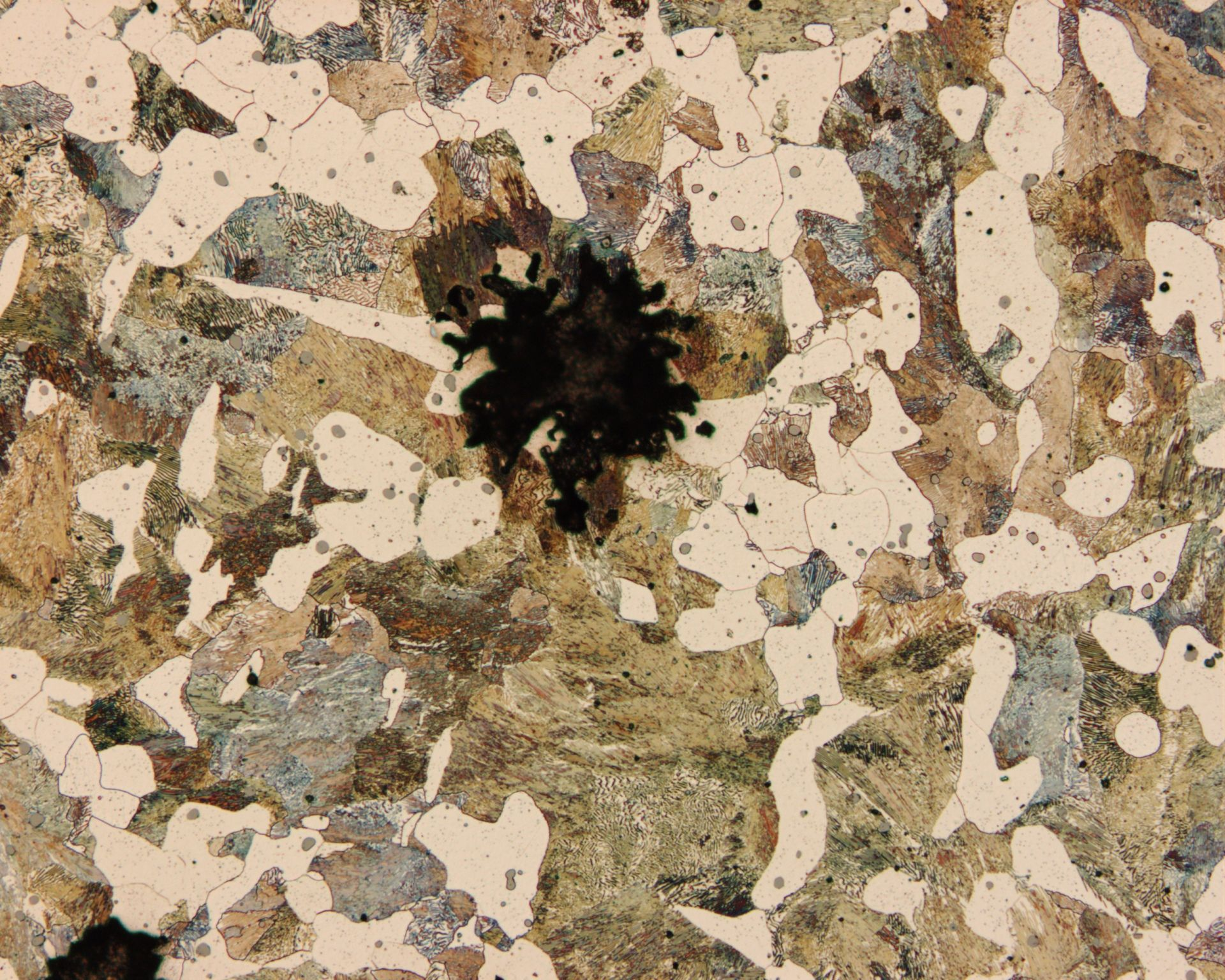
Cristalliti di un materiale ferro-carbonio visti al microscopio con ingrandimento 100x.

I cristalliti sono i piccoli, spesso microscopici cristalli che compongono un materiale policristallino. In metallurgia sono anche chiamati grani cristallini.
In effetti, la materia cristallina raramente è presente allo stato di monocristallo, tranne alcune eccezioni come le gemme, i monocristalli di silicio utilizzati in elettronica, certi tipi di fibre, o i monocristalli di alcune leghe metalliche. Di solito si presenta sotto forma policristallina, vale a dire composta da monocristalli — i cristalliti — legati l'uno all'altro. La dimensione di un cristallite può variare da alcuni nanometri a molti millimetri.
Se i singoli cristalliti sono orientati casualmente, un volume abbastanza grande di materiale sarà approssimativamente isotropo. Questa proprietà aiuta a semplificare i concetti della meccanica del continuo applicata ai solidi reali. La maggior parte dei materiali prodotti possiede un certo allineamento dei loro cristalliti, il che deve essere tenuto in considerazione per previsioni accurate del loro comportamento e caratteristiche.

## Metallurgia
In metallurgia, si parla spesso di grani; così, l'interfaccia tra due grani è definita "bordo di grano", mentre la rottura è definita "rottura intergranulare" o "transgranulare" a seconda che segua rispettivamente il grano o il bordo del reticolo cristallino. Tuttavia, si rischia di creare una certa ambiguità con i grani di polvere: un grano di polvere può essere costituito da diversi cristalliti, per cui la dimensione dei grani di polvere determinata tramite granulometria laser può essere diversa dalla dimensione del grano (o dimensione del cristallite) determinata tramite diffrazione dei raggi X, microscopia ottica con luce polarizzata, o microscopia elettronica a scansione. L'analisi metallografica studiando forma, dimensione, e rifinitura dei grani, permette di stabilire la qualità e il livello di purezza di un materiale.

## Petrografia
Rocce con grani fini indicano un processo di crescita molto veloce, mentre rocce con grani di maggiori dimensioni hanno avuto il tempo di formarsi più lentamente, su scala di tempi geologici. Se una roccia si forma molto velocemente, come nel caso della solidificazione della lava emessa da un vulcano, i cristalli possono non essersi formati affatto. Questo è il modo in cui si forma l'ossidiana.